# Commissione del diritto internazionale

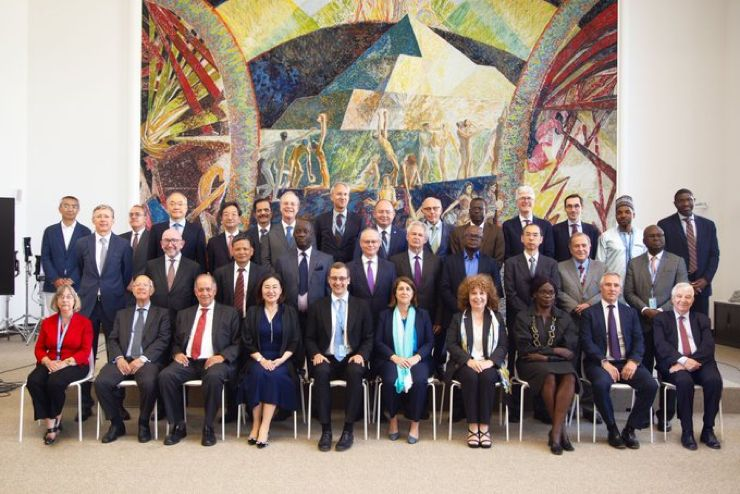
Membri della Commissione di diritto internazionale per il mandato 2023-2027 durante una delle sessioni (27 luglio 2023)

La Commissione del diritto internazionale è un organo sussidiario permanente delle Nazioni Unite. È stata istituita dall'Assemblea generale con la risoluzione del 21 novembre 1947 n. 174 (II), che ne ha approvato lo statuto, per promuovere «lo sviluppo progressivo del diritto internazionale e la sua codificazione».

## Composizione
Ne fanno parte 34 membri, esperti di diritto internazionale, scelti dall'Assemblea generale.
Membri dal 2023 al 2027:
| Dapo Akande                     | Regno Unito                      | 2023–2027 |
| Carlos J. Argüello Gómez        | Nicaragua                        | 2023–2027 |
| Masahiko Asada                  | Giappone                         | 2023–2027 |
| Bogdan Aurescu                  | Romania                          | 2023–2027 |
| Yacouba Cissé                   | Costa d’Avorio                   | 2023–2027 |
| Ahmed Amin Fathalla             | Egitto                           | 2023–2027 |
| Rolf Einar Fife                 | Norvegia                         | 2023–2027 |
| Mathias Forteau                 | Francia                          | 2023–2027 |
| George Rodrigo Bandeira Galindo | Brasile                          | 2023–2027 |
| Patrícia Galvão Teles           | Portogallo                       | 2023–2027 |
| Claudio Grossman Guiloff        | Cile                             | 2023–2027 |
| Huikang Huang                   | Cina                             | 2023–2027 |
| Charles C. Jalloh               | Sierra Leone                     | 2023–2027 |
| Ahmed Laraba                    | Algeria                          | 2023–2027 |
| Keun-Gwan Lee                   | Corea del Sud                    | 2023–2027 |
| Vilawan Mangklatanakul          | Tailandia                        | 2023–2027 |
| Andreas D. Mavroyiannis         | Cipro                            | 2023–2027 |
| Ivon Mingashang                 | Repubblica Democratica del Congo | 2023–2027 |
| Giuseppe Nesi                   | Italia                           | 2023–2027 |
| Hong Thao Nguyen                | Vietnam                          | 2023–2027 |
| Phoebe Okowa                    | Kenya                            | 2023–2027 |
| Nilüfer Oral                    | Turchia                          | 2023–2027 |
| Hassan Ouazzani Chahdi          | Marocco                          | 2023–2027 |
| Mario Oyarzábal                 | Argentina                        | 2023–2027 |
| Mārtiņš Paparinskis             | Lettonia                         | 2023–2027 |
| Bimal N. Patel                  | India                            | 2023–2027 |
| August Reinisch                 | Austria                          | 2023–2027 |
| Penelope Ridings                | Nuova Zelanda                    | 2023–2027 |
| Juan José Ruda Santolaria       | Perù                             | 2023–2027 |
| Alioune Sall                    | Senegal                          | 2023–2027 |
| Louis Savadogo                  | Burkina Faso                     | 2023–2027 |
| Munkh-Orgil Tsend               | Mongolia                         | 2023–2027 |
| Marcelo Vázquez-Bermúdez        | Ecuador                          | 2023–2027 |
| Evgeny Zagaynov                 | Federazione Russa                | 2023–2027 |

Membri del passato:
| Ali Mohsen Fetais Al-Marri | Qatar       | 2002–           |
| Ian Brownlie               | Regno Unito | 1997–           |
| Lucius Caflisch            | Svizzera    | 2007–           |
| Enrique J.A. Candioti      | Argentina   | 1997–           |
| Pedro Comissario Afonso    | Mozambico   | 2002–           |
| C. John R. Dugard          | Sudafrica   | 1997–           |
| Paula Escarameia           | Portogallo  | 2002–           |
| Salifou Fomba              | Mali        | 1992–1996 2002– |
| Giorgio Gaja               | Italia      | 1999–2011       |
| Ździsław Galicki           | Polonia     | 1997–           |
| Hussein A. Hassouna        | Egitto      | 2007–           |
| Mahmoud D. Hmoud           | Giordania   | 2007–           |
| Marie G. Jacobsson         | Svezia      | 2007–           |
| Maurice Kamto              | Camerun     | 1999–           |
| Fathi Kemicha              | Tunisia     | 2002–           |
| Roman Anatol'evič Kolodkin | Russia      | 2003–           |
| Donald M. McRae            | Canada      | 2007–           |
| Teodor Viorel Meleșcanu    | Romania     | 1997–2001 2003– |
| Bernd H. Niehaus           | Costa Rica  | 2002–           |
| Georg Nolte                | Germania    | 2007–           |
| Bayo Ojo                   | Nigeria     | 2007–           |
| Alain Pellet               | Francia     | 1990–           |
| A. Rohan Perera            | Sri Lanka   | 2007–           |
| Ernest Petric              | Slovenia    | 2007–           |
| Gilberto Vergne Saboia     | Brasile     | 2007–           |
| Narinder Singh             | India       | 2007–           |
| Eduardo Valencia Ospina    | Colombia    | 2006–           |
| Edmundo Vargas Carreño     | Cile        | 1992–1996 2007– |
| Stephen C. Vasciannie      | Giamaica    | 2007–           |
| Marcelo Vázquez Bermúdez   | Ecuador     | 2007–           |
| Amos S. Wako               | Kenya       | 2007–           |
| Nugroho Wisnumurti         | Indonesia   | 2007–           |
| Xue Hanqin                 | Cina        | 2002–           |
| Chusei Yamada              | Giappone    | 1992–           |

| Emmanuel Akwei Addo                 | Ghana                                          | 1997–2006                            |
| Roberto Ago                         | Italia                                         | 1957–1978                            |
| Bola Adesumbo Ajibola               | Nigeria                                        | 1987–1991                            |
| Richard Osuolale A. Akinjide        | Nigeria                                        | 1982–1986                            |
| Husain M. Al-Baharna                | Bahrein                                        | 1987–2006                            |
| Fernando Albonico                   | Cile                                           | 1967–1971                            |
| Gonzalo Alcivar                     | Ecuador                                        | 1970–1972                            |
| George H. Aldrich                   | Stati Uniti                                    | 1981                                 |
| Ricardo J. Alfaro                   | Panama                                         | 1949–1953                            |
| Awn S. Al-Khasawneh                 | Giordania                                      | 1987–1999                            |
| Riyadh Mahmoud Sami Al-Qaysi        | Iraq                                           | 1982–1991                            |
| Gilberto Amado                      | Brasile                                        | 1949–1969                            |
| Gaetano Arangio-Ruiz                | Italia                                         | 1985–1996                            |
| João Clemente Baena Soares          | Brasile                                        | 1997–2006                            |
| Mikuin Leliel Balanda               | Zaire                                          | 1982–1986                            |
| Julio Barboza                       | Argentina                                      | 1979–1996                            |
| Yuri G. Barsegov                    | Unione delle Repubbliche Socialiste Sovietiche | 1987–1991                            |
| Milan Bartoš                        | Jugoslavia                                     | 1957–1973                            |
| Mohammed Bedjaoui                   | Algeria                                        | 1965–1981                            |
| John Alan Beesley                   | Canada                                         | 1987–1991                            |
| Mohamed Bennouna                    | Marocco                                        | 1987–1998                            |
| Alia Suat Bilge                     | Turchia                                        | 1972–1976                            |
| Boutros Boutros-Ghali               | Egitto                                         | 1979–1991                            |
| Derek William Bowett                | Regno Unito                                    | 1992–1996                            |
| James Leslie Brierly                | Regno Unito                                    | 1949–1951                            |
| Herbert W. Briggs                   | Stati Uniti                                    | 1962–1966                            |
| Marcel Cadieux                      | Canada                                         | 1962–1966                            |
| Carlos Calero-Rodrigues             | Brasile                                        | 1982–1996                            |
| Juan José Calle y Calle             | Perù                                           | 1973–1981                            |
| Jorge Castañeda                     | Messico                                        | 1967–1986                            |
| Erik Castrén                        | Finlandia                                      | 1962–1971                            |
| Choung II Chee                      | Repubblica di Corea                            | 2002–2006                            |
| Roberto Córdova                     | Messico                                        | 1949–1954                            |
| James Richard Crawford              | Australia                                      | 1992–2001                            |
| Emmanuel Kodjoe Dadzie              | Ghana                                          | 1977–1981                            |
| Riad Daoudi                         | Siria                                          | 2002–2006                            |
| John de Saram                       | Sri Lanka                                      | 1992–1996                            |
| Leonardo Díaz González              | Venezuela                                      | 1977–1991                            |
| Constantin P. Economides            | Grecia                                         | 1997–2001 2003–2006                  |
| Douglas L. Edmonds                  | Stati Uniti                                    | 1954–1961                            |
| Gudmundur Eiriksson                 | Islanda                                        | 1987–1996                            |
| Abdullah El-Erian                   | Egitto                                         | 1957–1958 1962–1978                  |
| Nabil Elaraby                       | Egitto                                         | 1994–2001                            |
| Taslim Olawale Elias                | Nigeria                                        | 1962–1975                            |
| Faris El-Khouri                     | Siria                                          | 1949–1961                            |
| Khalafalla El Rasheed Mohamed-Ahmed | Sudan                                          | 1982–1986                            |
| Nihat Erim                          | Turchia                                        | 1959–1961                            |
| Constantin Th. Eustathiades         | Grecia                                         | 1967–1971                            |
| Jens Evensen                        | Norvegia                                       | 1979–1984                            |
| Luigi Ferrari Bravo                 | Italia                                         | 1997–1998                            |
| Gerald Fitzmaurice                  | Regno Unito                                    | 1955–1960                            |
| Constantin Flitan                   | Romania                                        | 1982–1986                            |
| Laurel B. Francis                   | Giamaica                                       | 1977–1991                            |
| J.P.A. François                     | Paesi Bassi                                    | 1949–1961                            |
| Francisco V. García Amador          | Cuba                                           | 1953–1961                            |
| Raul I. Goco                        | Filippine                                      | 1997–2001                            |
| Bernhard Graefrath                  | Repubblica Democratica Tedesca                 | 1987–1991                            |
| André Gros                          | Francia                                        | 1961–1963                            |
| Mehmet Güney                        | Turchia                                        | 1992–1996                            |
| Gerhard Hafner                      | Austria                                        | 1997–2001                            |
| Edvard Hambro                       | Norvegia                                       | 1972–1977                            |
| Francis Mahon Hayes                 | Irlanda                                        | 1987–1991                            |
| Qizhi He                            | Cina                                           | 1994–2001                            |
| Mauricio Herdocia Sacasa            | Nicaragua                                      | 1997–2001                            |
| Shushi Hsu                          | Cina                                           | 1949–1961                            |
| Jiahua Huang                        | Cina                                           | 1985–1986                            |
| Manley O. Hudson                    | Stati Uniti                                    | 1949–1953                            |
| Kamil E. Idris                      | Sudan                                          | 1992–1996 2000–2001                  |
| Adegoke Ajibola Ige                 | Nigeria                                        | Morto prima di cominciare l'incarico |
| Luis Ignacio-Pinto                  | Benin                                          | 1967–1969                            |
| Jorge E. Illueca                    | Panama                                         | 1982–1991 1997–2001                  |
| Andreas J. Jacovides                | Cipro                                          | 1982–1996                            |
| S. P. Jagota                        | India                                          | 1977–1986                            |
| Eduardo Jiménez de Aréchaga         | Uruguay                                        | 1960–1969                            |
| Peter C.R. Kabatsi                  | Uganda                                         | 1992–2001 2002–2006                  |
| Victor Kanga                        | Camerun                                        | 1962–1964                            |
| James Lutabanzibwa Kateka           | Tanzania                                       | 1997–2006                            |
| Richard D. Kearney                  | Stati Uniti                                    | 1967–1976                            |
| Thanat Khoman                       | Thailandia                                     | 1957–1959                            |
| Vladimir M. Koreckij                | Unione delle Repubbliche Socialiste Sovietiche | 1949–1951                            |
| Abdul G. Koroma                     | Sierra Leone                                   | 1982–1993                            |
| Martti Koskenniemi                  | Finlandia                                      | 2002–2006                            |
| Fëdor I. Koževnikov                 | Unione delle Repubbliche Socialiste Sovietiche | 1952–1953                            |
| Sergej B. Krylov                    | Unione delle Repubbliche Socialiste Sovietiche | 1954–1956                            |
| Mochter Kusuma-Atmadja              | Indonesia                                      | 1992–2001                            |
| Valerij I. Kuznecov                 | Russia                                         | 2002                                 |
| Manfred Lachs                       | Polonia                                        | 1962–1966                            |
| José M. Lacleta Muñoz               | Spagna                                         | 1982–1986                            |
| Hersch Lauterpacht                  | Regno Unito                                    | 1952–1954                            |
| Chieh Liu                           | Cina                                           | 1962–1966                            |
| Igor I. Lukašuk                     | Russia                                         | 1995–2001                            |
| Antonio de Luna                     | Spagna                                         | 1962–1966                            |
| Ahmed Mahiou                        | Algeria                                        | 1982–1996                            |
| Chafic Malek                        | Libano                                         | 1982–1986                            |
| William Mansfield                   | Nuova Zelanda                                  | 2002–2006                            |
| Alfredo Martínez Moreno             | El Salvador                                    | 1973–1976                            |
| Michael J. Matheson                 | Stati Uniti                                    | 2003–2006                            |
| Ahmad Matine-Daftary                | Iran                                           | 1957–1961                            |
| Stephen C. McCaffrey                | Stati Uniti                                    | 1982–1991                            |
| Václav Mikulka                      | Cecoslovacchia                                 | 1992–1998                            |
| Djamchid Momtaz                     | Iran                                           | 2000–2006                            |
| Zhengyu Ni                          | Cina                                           | 1982–1984                            |
| Frank X.J.C. Njenga                 | Kenya                                          | 1976–1991                            |
| Motoo Ogiso                         | Giappone                                       | 1982–1991                            |
| Didier Opertti Badán                | Uruguay                                        | 1997–2006                            |
| Luis Padilla Nervo                  | Messico                                        | 1955–1963                            |
| Radhabinod Pal                      | India                                          | 1952–1966                            |
| Guillaume Pambou-Tchivounda         | Gabon                                          | 1992–2006                            |
| Ángel Modesto Paredes               | Ecuador                                        | 1962–1966                            |
| John J. Parker                      | Stati Uniti                                    | 1954                                 |
| Stanisław M. Pawłak                 | Polonia                                        | 1987–1991                            |
| Obed Pessou                         | Benin                                          | 1962–1966                            |
| Christopher Walter Pinto            | Sri Lanka                                      | 1973–1981                            |
| Syed Sharifuddin Pirzada            | Pakistan                                       | 1982–1986                            |
| Robert Q. Quentin-Baxter            | Nuova Zelanda                                  | 1972–1984                            |
| Alfred Ramangasoavina               | Madagascar                                     | 1967–1976                            |
| Pemmaraju Sreenivasa Rao            | India                                          | 1987–2006                            |
| Benegal N. Rau                      | India                                          | 1949–1951                            |
| Edilbert Razafindralambo            | Madagascar                                     | 1982–1996                            |
| Paul Reuter                         | Francia                                        | 1964–1989                            |
| Willem Riphagen                     | Paesi Bassi                                    | 1977–1986                            |
| Patrick Lipton-Robinson             | Giamaica                                       | 1992–1996                            |
| Víctor Rodríguez Cedeño             | Venezuela                                      | 1997–2006                            |
| Shabtai Rosenne                     | Israele                                        | 1962–1971                            |
| Robert Rosenstock                   | Stati Uniti                                    | 1992–2003                            |
| Zenon Rossides                      | Cipro                                          | 1972–1976                            |
| Emmanuel J. Roucounas               | Grecia                                         | 1985–1991                            |
| José María Ruda                     | Argentina                                      | 1964–1972                            |
| Milan Sahovic                       | Jugoslavia                                     | 1974–1981                            |
| Carlos Salamanca Figueroa           | Bolivia                                        | 1954–1956                            |
| A.E.F. Sandström                    | Svezia                                         | 1949–1961                            |
| Georges Scelle                      | Francia                                        | 1949–1960                            |
| Stephen M. Schwebel                 | Stati Uniti                                    | 1977–1980                            |
| Bernardo Sepúlveda Amor             | Messico                                        | 1997–2005                            |
| César Sepúlveda Gutiérrez           | Messico                                        | 1987–1991                            |
| José Sette Câmara                   | Brasile                                        | 1970–1978                            |
| Jiuyong Shi                         | Cina                                           | 1987–1993                            |
| Bruno Simma                         | Germania                                       | 1997–2002                            |
| Ian Sinclair                        | Regno Unito                                    | 1982–1986                            |
| Nagendra Singh                      | India                                          | 1967–1972                            |
| Luis Solari Tudela                  | Perù                                           | 1987–1991                            |
| Jean Spiropoulos                    | Grecia                                         | 1949–1957                            |
| Constantin A. Stavropoulos          | Grecia                                         | 1982–1984                            |
| Sompong Sucharitkul                 | Thailandia                                     | 1977–1986                            |
| Alberto Szekely                     | Messico                                        | 1992–1996                            |
| Abdul Hakim Tabibi                  | Afghanistan                                    | 1962–1981                            |
| Arnold J. P. Tammes                 | Paesi Bassi                                    | 1967–1976                            |
| Doudou Thiam                        | Senegal                                        | 1970–1999                            |
| Peter Tomka                         | Slovenia                                       | 1999–2002                            |
| Christian Tomuschat                 | Germania Ovest                                 | 1985–1996                            |
| Senjin Tsuruoka                     | Giappone                                       | 1961–1981                            |
| Grigorij I. Tunkin                  | Unione Sovietica                               | 1957–1966                            |
| Nikolaj A. Ušakov                   | Unione Sovietica                               | 1967–1986                            |
| Endre Ustor                         | Ungheria                                       | 1967–1976                            |
| Francis Vallat                      | Francia                                        | 1973–1981                            |
| Alfred Verdross                     | Austria                                        | 1957–1966                            |
| Vladlen Vereščetin                  | Federazione Russa                              | 1992–1994                            |
| Stephen Verosta                     | Austria                                        | 1977–1981                            |
| Francisco Villagrán Kramer          | Guatemala                                      | 1992–1996                            |
| Humphrey Waldock                    | Regno Unito                                    | 1961–1972                            |
| Aleksandăr Jankov                   | Bulgaria                                       | 1977–1996                            |
| Mustafa Kamil Yasseen               | Iraq                                           | 1960–1976                            |
| Jesús María Yepes                   | Colombia                                       | 1949–1953                            |
| Kisaburo Yokota                     | Giappone                                       | 1957–1960                            |
| Jaroslav Zourek                     | Cecoslovacchia                                 | 1949–1961                            |

## Codificazione
Numerose convenzioni di codificazione sono state adottate sulla base di progetti predisposti dalla commissione:
- Convenzioni sul diritto del mare (Ginevra, 29 aprile 1958)
- Convenzione sulle relazioni diplomatiche (Vienna, 18 aprile 1961)
- Convenzione sulla riduzione dei casi di apolidia (New York, 30 agosto 1961)
- Convenzione sulle relazioni consolari (Vienna, 24 aprile 1963)
- Convenzione sul diritto dei trattati (Vienna, 23 maggio 1969)
- Convenzione sulle missioni speciali (New York, 16 dicembre 1969)
- Convenzione sulla prevenzione e punizione di crimini contro persone internazionalmente protette, inclusi gli agenti diplomatici (New York, 14 dicembre 1973)
- Convenzione sulla rappresentanza degli Stati nei loro rapporti con le organizzazioni internazionali di carattere universale (Vienna, 14 marzo 1975)
- Convenzione sulla successione degli Stati nei trattati (Vienna, 23 agosto 1978)
- Convenzione sulla successione degli Stati nei beni pubblici, negli archivi e nei debiti pubblici (Vienna, 8 aprile 1983)
- Convenzione sul diritto dei trattati tra Stati e organizzazioni internazionali o tra organizzazioni internazionali (Vienna, 21 marzo 1986)
- Convenzione sul diritto degli usi dei corsi d'acqua diversi dalla navigazione (New York, 21 maggio 1997)
- Convenzione sull'immunità giurisdizionale degli Stati e dei loro beni (New York, 2 dicembre 2004)

Ha inoltre prodotto nel 2001 un progetto di articoli sulla responsabilità degli stati per atti internazionalmente illeciti.